# Kiai
Kiai (気合) é um termo de artes marciais japonesas que se refere à exteriorização da energia corporal, que nasceria desde o baixo ventre, ou saika tanden, localizado aproximadamente cinco centímetros abaixo do umbigo. Partindo-se do exemplo dado pela natureza, a mostrar que todos têm um grito de força, principalmente os grandes felinos, os quais até paralisam suas presas antes de as atacar. A manifestação pode se dar em três momentos: no início de uma atividade; durante sua realização; ou a seu fim. No caratê, é manifestado com um grito proferido na aplicação de um golpe e em determinados momentos, ou kyodos, de um kata.
Ademais, os gritos de guerra servem para aumentar, acelerar e expor a força de ação do lutador. Portanto, podem ser aplicados contra incêndios, vendavais e as fortes ondas marítimas para criar coragem e energia para enfrentá-los. Na luta individual, para colocar o adversário em movimento, o grito antecipa seus golpes e, em seguida, pode se aplicar chutes e socos. Não é necessário utilizar o grito simultaneamente com seus golpes. No decorrer da luta, ele servirá para incentivar e colocar numa situação vantajosa, sendo forte e profundo. Tomar precaução ao gritar, pois se o grito for usado fora de ritmo ou de tempo ou em ocasiões impróprias poderá surgir como contraefeito, tornando-se prejudicial. No Japão, há a prática do kiai do — caminho do grito da força — em que o praticante chega a ter medo do próprio grito.
Interessante também é a inter-relação do termo «kiai» com o termo «aiki», que usam dos mesmos kanjis e levam a algumas vezes serem usados como sinônimos. Por outro lado, essa relação pode significar dois aspectos de um mesmo conceito, qual seja, o fluxo controlado de energia, eis que o termo aiki — achado nalgumas artes marciais, como o aiquidô — refere-se ao controlo da energia exterior usada contra si, ao passo que kiai refere-se à própria energia interior dirigida contra determinado alvo.
O termo é um composto de ki (気 ) que significa "energia" ou "estado de espírito", a (u) ( japonês :合), um marcador enfático.  O mesmo conceito é conhecido como K'ihap em muitas artes marciais coreanas , como taekwondo e Tang Soo Do, ki sendo a energia e hap significando para se juntar, para harmonizar, ou para amplificar, com base na leitura coreana do mesmos caracteres; a ortografia em hangul é 기합

No jogo de tabuleiro Go, o termo descreve o espírito de luta.